# Alessandro De Botton
Alessandro De Botton (Roma, 15 ottobre 1970) è un ex tuffatore italiano.

## Biografia
Nato a Roma nel 1970, nel 1991 ha vinto il bronzo nella piattaforma 10 metri ai Giochi del Mediterraneo di Atene, chiudendo con 518.45 dietro agli spagnoli Rafael Álvarez ed Emilio Ratia Vidal.
L'anno successivo, a 21 anni, ha preso parte ai Giochi olimpici di Barcellona 1992, sia nel trampolino 3 metri che nella piattaforma 10 metri. Nella prima gara ha ottenuto 312.69 punti, chiudendo 28º, non accedendo alla finale a 12, nella seconda invece ha terminato 17º con 334.98, anche in questo caso non riuscendo ad avanzare alla finale.

## Palmarès

### Giochi del Mediterraneo
- 1 medaglia:
  - 1 bronzo (Piattaforma 10 metri ad Atene 1991)